# San Antonio Alpanocan
San Antonio Alpanocan es una población indígena del estado mexicano de Puebla, localizado en los límites con el estado de Morelos y forma parte del municipio de Tochimilco, Estado de Puebla.

## Localización y demografía
San Antonio Alpanocan se encuentra localizado en las faldas del volcán Popocatépetl a una altitud de 2 065 metros sobre el nivel del mar. Se localiza en una franja de territorio perteneciente a Puebla pero rodeado en su totalidad por el estado de  Morelos; al oeste se encuentra la población de Tetela del Volcán y al este la de la San Andrés Hueyapan, pertenecientes a los municipios de Tetela del Volcán y al municipio indígena de Hueyapan.
Actualmente esta buscando su reconocimiento territorial como comunidad indígena, entablando las primeras mesas de diálogo entre el Estado de Morelos y Puebla.
Las coordenadas geográficas de la población son de 18°52′38″N 98°42′39″O / 18.87722, -98.71083, su comunicación es por una carretera pavimentada que la une con las dos poblaciones morelenses mencionadas y luego con el resto del estado de Morelos; hacia la cabecera municipal y el estado de Puebla la comunicación se da por vías de terracería hasta el pueblo de Santiago Tochimizolco.
De acuerdo con los resultados del Censo de Población y Vivienda realizado en 2010 por el Instituto Nacional de Estadística y Geografía, la población total de San Antonio Alpanocan es de 2 828 habitantes, de los que 1 357 son hombres y 1 471 son mujeres.

## Historia
San Antonio Alpanocan fue una de las poblaciones más afectadas por el terremoto registrado en México el 19 de septiembre de 2017, que dejó como saldo la destrucción del 90% de las estructuras de la localidad, incluyendo escuelas, la Presidencia Auxiliar y el Templo de San Antonio de Padua; sin embargo, no existieron pérdidas humanas. Tras el sismo, la población ha denunciado la falta de apoyo de los servicios de asistencia y las autoridades correspondientes.